# Paradecta
Paradecta là một chi nhện trong họ Salticidae.